# Kang Youwei
Kang Youwei (ur. 19 marca 1858 w Nanhai w prowincji Guangdong, zm. 31 marca 1927 w Qingdao) – chiński filozof, publicysta, kaligraf i reformator polityczny.

## Wczesne życie
Pochodził z rodziny arystokratycznej. Od wczesnej młodości buntował się przeciwko urządzonemu według zasad neokonfucjanizmu modelowi społecznemu obowiązującemu w cesarskich Chinach. Inspirował się filozofią buddyjską, głosił potrzebę sprawiedliwości społecznej.
Wielokrotnie nawoływał do głębokich reform, które uratują Chiny przed upadkiem. W 1883 roku opowiedział się przeciwko krępowaniu stóp dziewczynkom. W 1888 roku wystosował memoriał do cesarza, który nie został jednak monarsze przedstawiony.
Kang Youwei był zwolennikiem ruchu „nowych tekstów”. Jego przedstawiciele podawali w wątpliwość autentyczność klasycznych ksiąg w „starotekstowej” wersji, ukształtowanej w późniejszym okresie panowania dynastii Han, na której opierała się konfucjańska ortodoksja od czasów dynastii Song. Kang twierdził, że autentyczne są księgi w wersji „nowotekstowej”, pochodzące z wczesnego okresu Han. Postulowane odrzucenie „starotekstowej” wersji ksiąg kanonicznych na rzecz wersji „nowotekstowej” dawało szansę na uwolnienie się z pęt neokonfucjanizmu i nową interpretację tradycji, która otworzyłaby intelektualną drogę do reform w państwie. Xunzi i neokonfucjanistów obarczał winą za rozmycie i zafałszowanie oryginalnej myśli Konfucjusza.
W roku 1891 Kang Youwei opublikował studium Badanie klasycznych ksiąg sfałszowanych w epoce Xin (9 – 23 n.e.). Twierdził, że klasyczne księgi czczone i objaśniane przez uczonych Song są w większej części fałszerstwem i nie pochodzą od Konfucjusza.
Kang Youwei cytował też klasyków w wersji „nowotekstowej” na poparcie swojej teorii trzech wieków:
- 1. chaosu
- 2. zbliżającego się małego pokoju
- 3. powszechnego pokoju i wielkiej jedności

Uważał, że współczesny mu świat wchodzi w drugi etap rozwoju, czyli w wiek postępu. Utopijną wizję zbliżającego się trzeciego okresu powszechnej szczęśliwości przedstawił w napisanej w 1884 roku Księdze Wielkiej Jedności (大同书, Datongshu).
Fałszerstwa tekstów konfucjańskich w wersji „nowotekstowej” dowodził także w pracach Sfałszowane księgi klasyczne (Xinxue jiajinkao, 1890) i Konfucjusz jako reformator (孔子改制考 Kongzi gaizhikao, 1897).
W 1890 roku założył szkołę w Kantonie, gdzie prowadził nauczanie w duchu nowych idei. Po przegranej wojnie z Japonią w 1895 roku postulował odrzucenie traktatu pokojowego, przeniesienie stolicy i przeprowadzenie reform administracyjnych (m.in. zmianę systemu egzaminów urzędniczych), promocję edukacji – tworzenie szkół, działania na rzecz wzrostu zamożności społeczeństwa, politykę socjalną dbającą o potrzeby i kondycję zwykłego człowieka, rozwój techniki i nauki, infrastruktury. Zmobilizował także tysiące pekińskich studentów do wyjścia na ulice i protestu przeciwko warunkom traktatu pokojowego. W tym samym roku założył Towarzystwo Studiów nad Umocnieniem Państwa, wkrótce rozwiązane przez władze. W 1898 roku powołał do życia Stowarzyszenie Ratowania Ojczyzny, pierwszą nowoczesną partię polityczną w Chinach.

## Sto dni reform
Po zdaniu wszystkich egzaminów państwowych Kang Youwei wystosował drugi memoriał do cesarza Guangxu. Tym razem jego apel spotkał się z aprobatą cesarza. Kang został zaproszony na audiencję u cesarza. W ten sposób rozpoczął się okres „stu dni reform”, wzorowanych na japońskich reformach z okresu Meiji.
Pomiędzy 11 czerwca a 21 września 1898 roku Guangxu wydał blisko 40 dekretów reformatorskich, mających na celu modernizację państwa chińskiego. Jak wskazywał dotychczasowe reformy były zbyt ograniczone, a państwo chińskie potrzebuje całkowitej przebudowy. W swojej argumentacji porównywał reformy Meiji, które skutecznie wzmocniły Japonię i przypadek I Rzeczypospolitej, w której niepełne reformy doprowadziły do całkowitych rozbiorów państwa w 1795.
Reformy zostały jednak storpedowane przez konserwatywne kręgi dworskie skupione wokół cesarzowej wdowy Cixi. 21 września 1898 roku doszło do zamachu stanu, w wyniku którego Guangxu został internowany w Pałacu letnim, a cesarskie dekrety anulowano. Sześciu czołowych reformatorów zostało straconych. Kang Youwei oraz jego najwybitniejszy uczeń Liang Qichao zdołali uciec do Japonii. Kang udał się następnie do USA i Kanady, gdzie w 1899 roku założył Stowarzyszenie Obrony Cesarza, domagające się wprowadzenia w Chinach monarchii konstytucyjnej.

## Schyłek życia
Po rewolucji Xinhai i upadku cesarstwa powrócił w 1914 roku do Chin. Był przeciwnikiem polityki prowadzonej przez Yuan Shikaia i Sun Jat-sena. W 1917 roku poparł dokonaną przez generała Zhang Xuna próbę restauracji monarchii. Solidaryzował się z uczestnikami Ruchu 4 Maja.